# Чарлз Берд Кінг
Чарльз Берд Кінг (англ. Charles Bird King; 26 вересня 1785, Ньюпорт, Род-Айленд, США — 18 березня 1862, Вашингтон, округ Колумбія, США) — американський художник-портретист. На манеру Кінга значний вплив справила голландська художня традиція. Найбільш відомим з його досягнень є створена на замовлення Бюро у справах індіанців серія портретів делегатів від різних індіанських племен США, які прибули на конгрес до Вашингтона.

## Біографія
Народився в Ньюпорті, був єдиною дитиною ветерана війни за незалежність капітана Зебулон Кінга. Коли йому було 4 роки, сім'я переїхала на захід, проте незабаром після цього індіанці вбили його батька в Огайо, і мати разом із сином повернулася в Ньюпорт.
У віці 15 років вступає вчитися до портретиста Едварда Севіджа. У віці 20 років переїхав до Лондона навчатися у художника Бенджаміна Уеста в Королівській академії. Змушений був повернутися в США через Війни 1812 роки після 7-річного перебування в Лондоні, після чого працював в Філадельфії, Балтіморі і Річмонді. Зрештою оселився у Вашингтоні, де незабаром завоював репутацію портретиста політиків, мав власну студію і галерею, отримував урядові замовлення, найвідомішим з яких є портрети 150 індіанських вождів.
Комерційний успіх Кінга в світі мистецтва, особливо успіх його портретів, багато в чому пояснювався не тільки його справді видатною майстерністю художника, а й умінням заводити світські зв'язки з багатими знаменитостями і політиками. Серед його покровителів були Джон Квінсі Адамс, Джон Келхун, Генрі Клей, Джеймс Монро і Деніел Уебстер.
Незважаючи на своє багатство і зв'язки, Кінг так ніколи і не одружився. Помер в Вашингтоні 18 березня 1862 року.

## Галерея

### Портрети

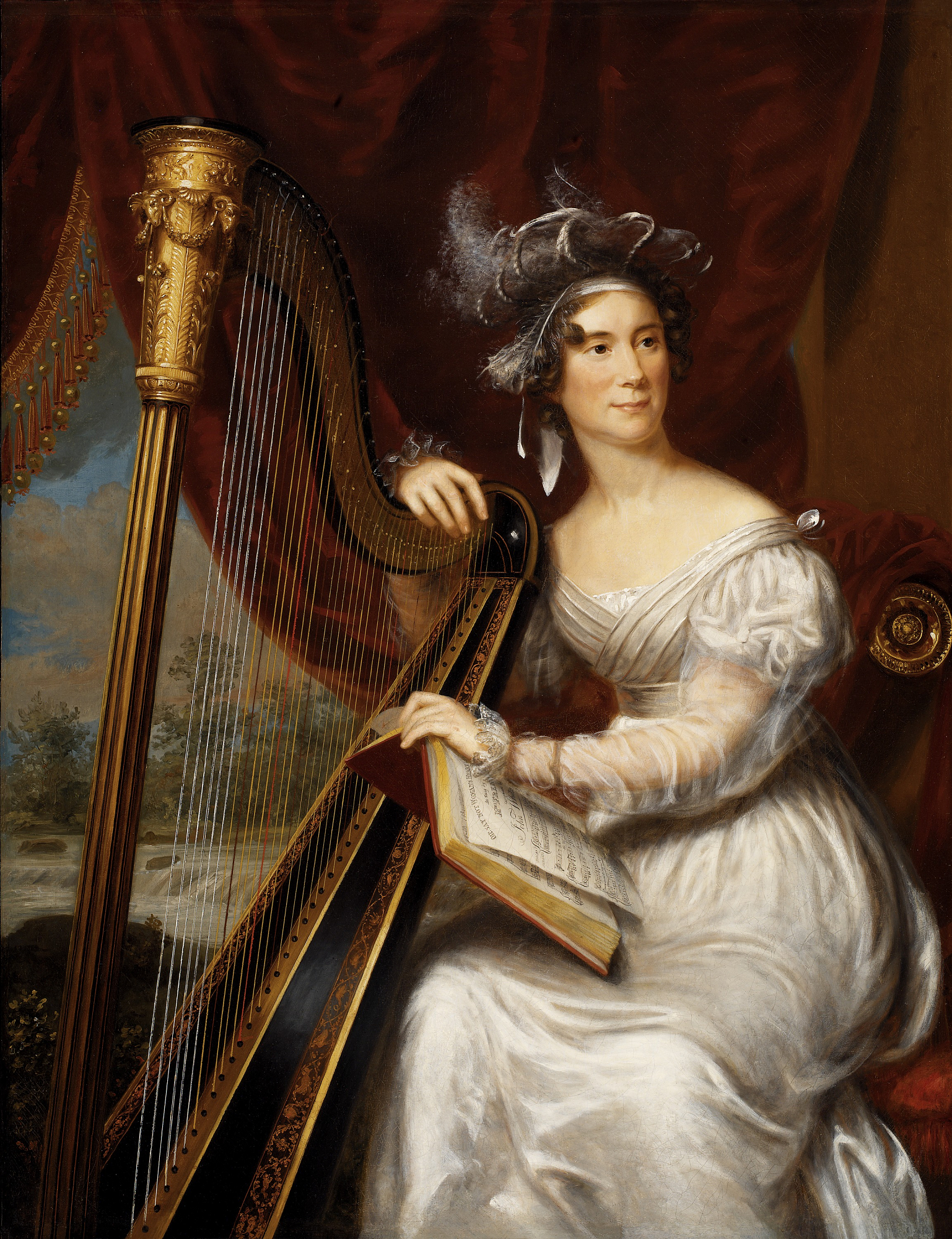
Луїза Адамс, дружина президента Дж. К. Адамса, близько 1821-1825 рр.
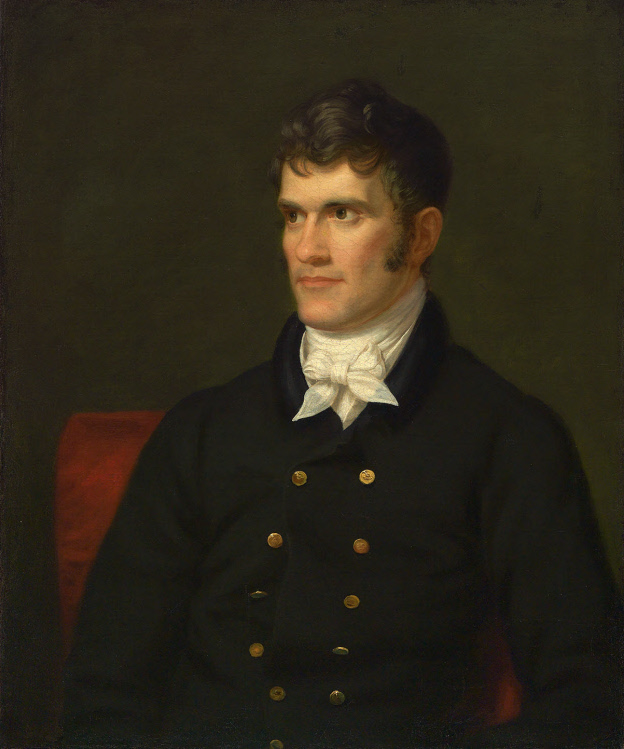
Джон К. Келхун, 1822
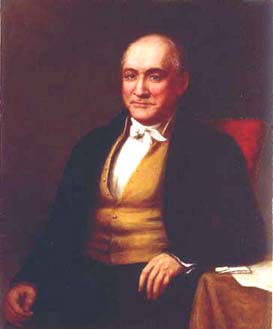
Джозеф Кент, губернатор, сенатор від Меріленда .
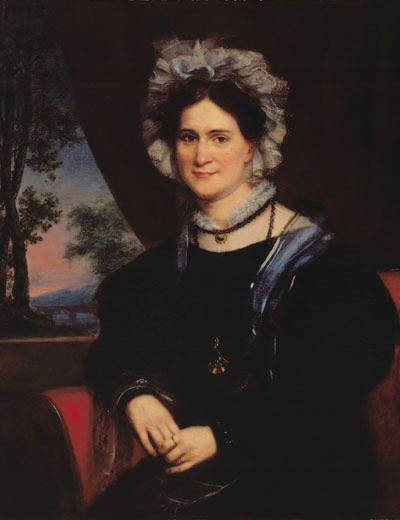
Місіс Крейтон, близько 1820 р.
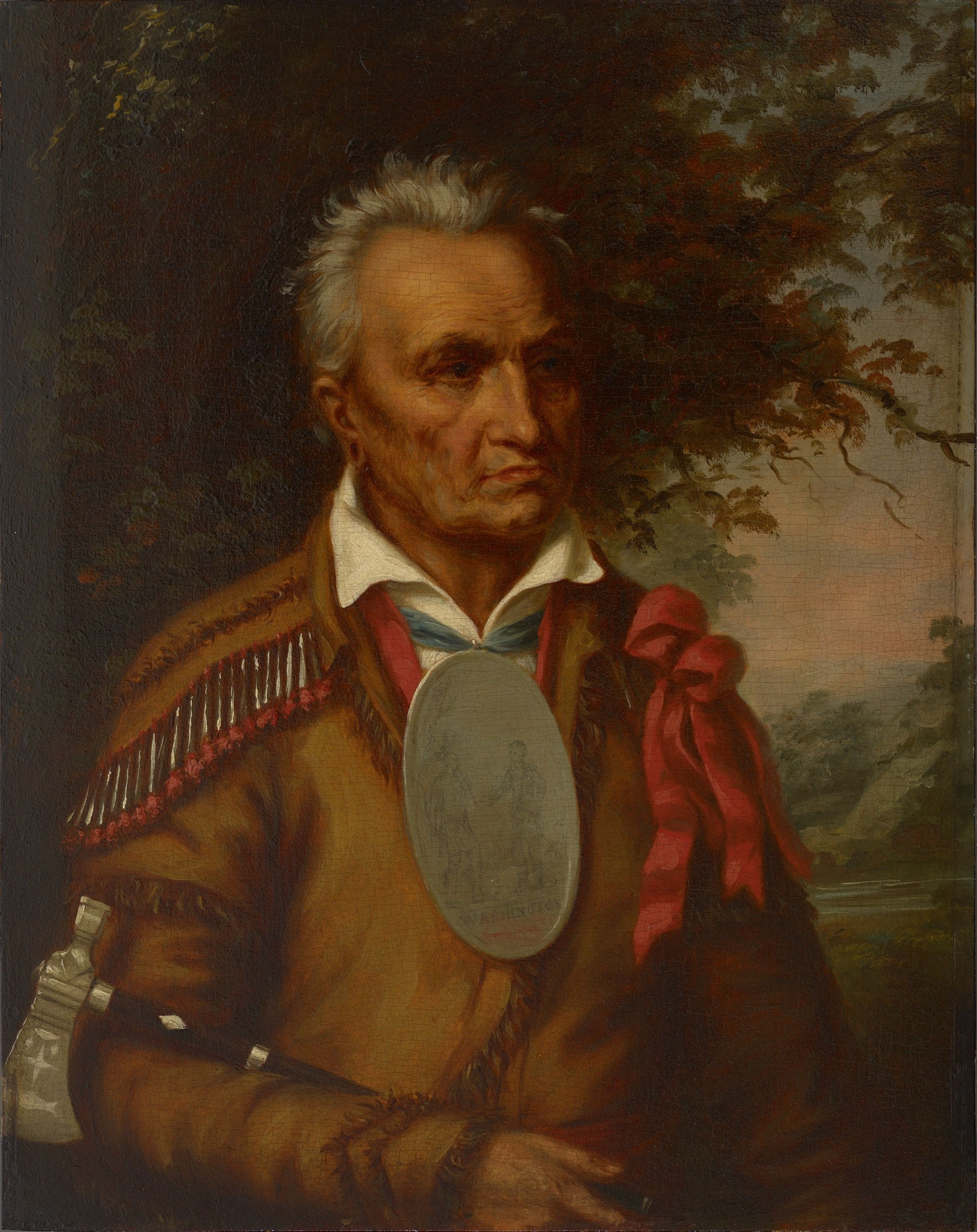
Червоний мундир, Сагоевата, або Той, хто не дає заснути - військовий ватажок племені Сенека, близько 1828р.
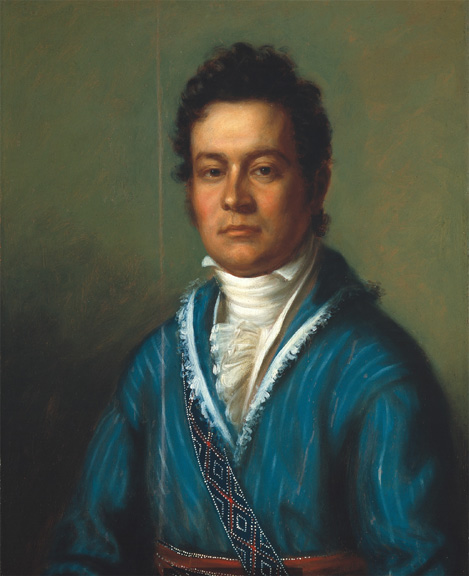
Девід Ванн, пізніше - скарбник племені черокі, 1825 р.
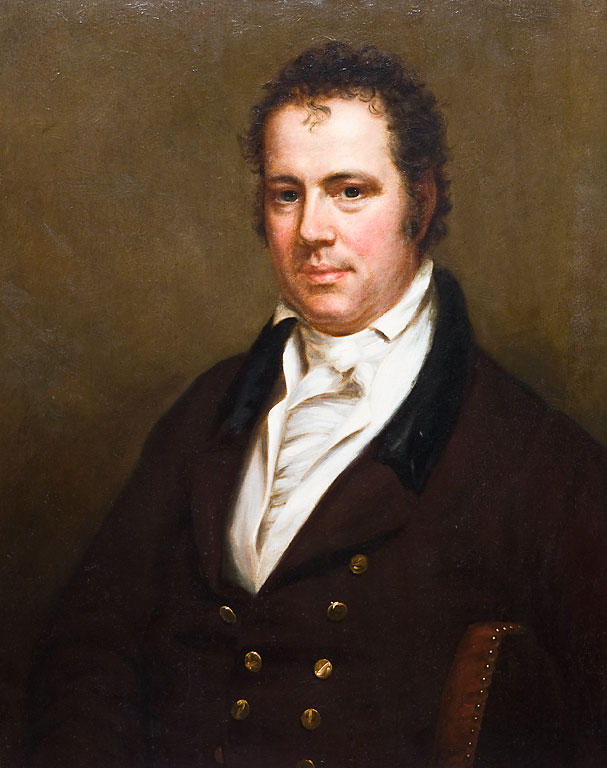
Портрет Вільяма Хантера, сенатора від Род-Айленда, 1824 р.

### Портрети індійських вождів

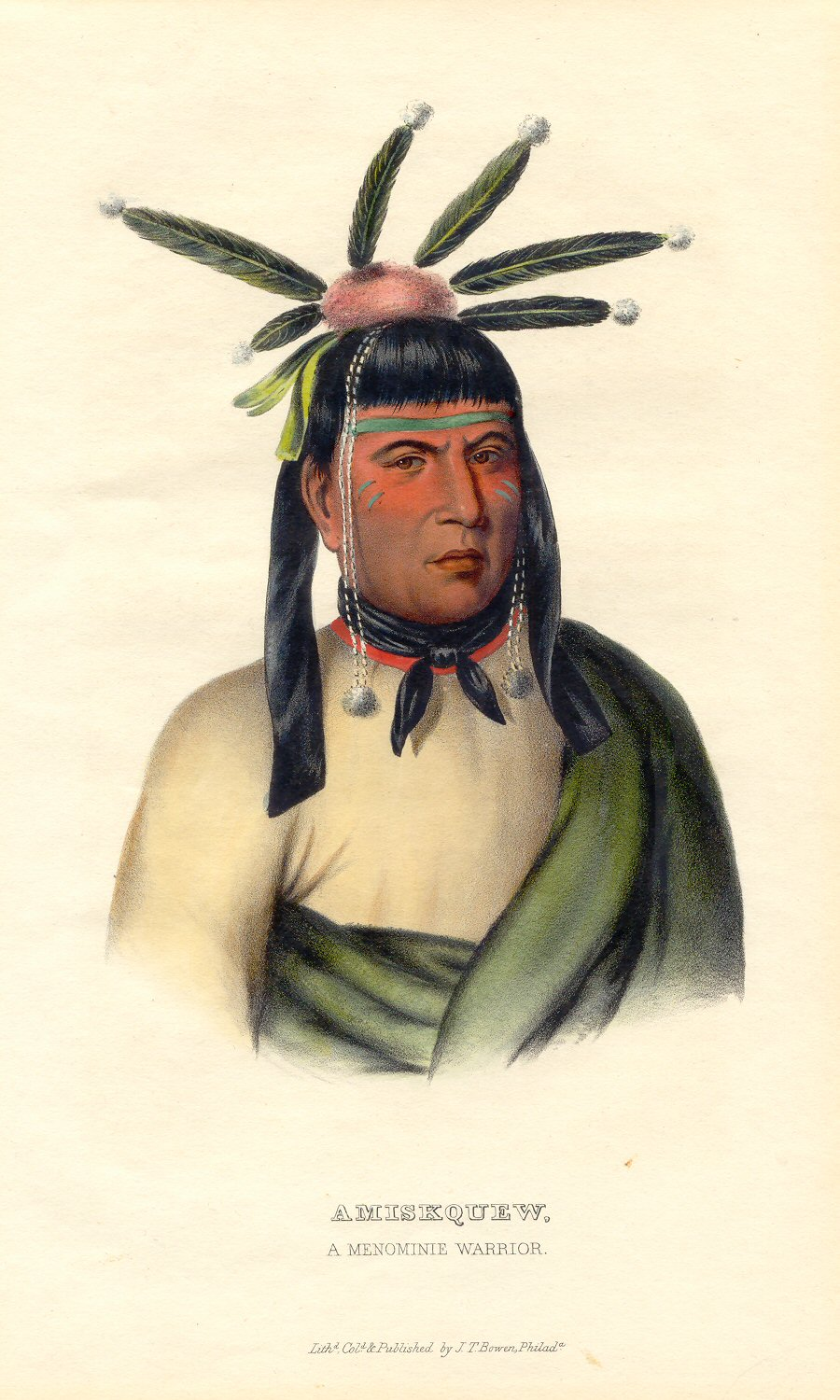
Портрет воїна із племені меноміні
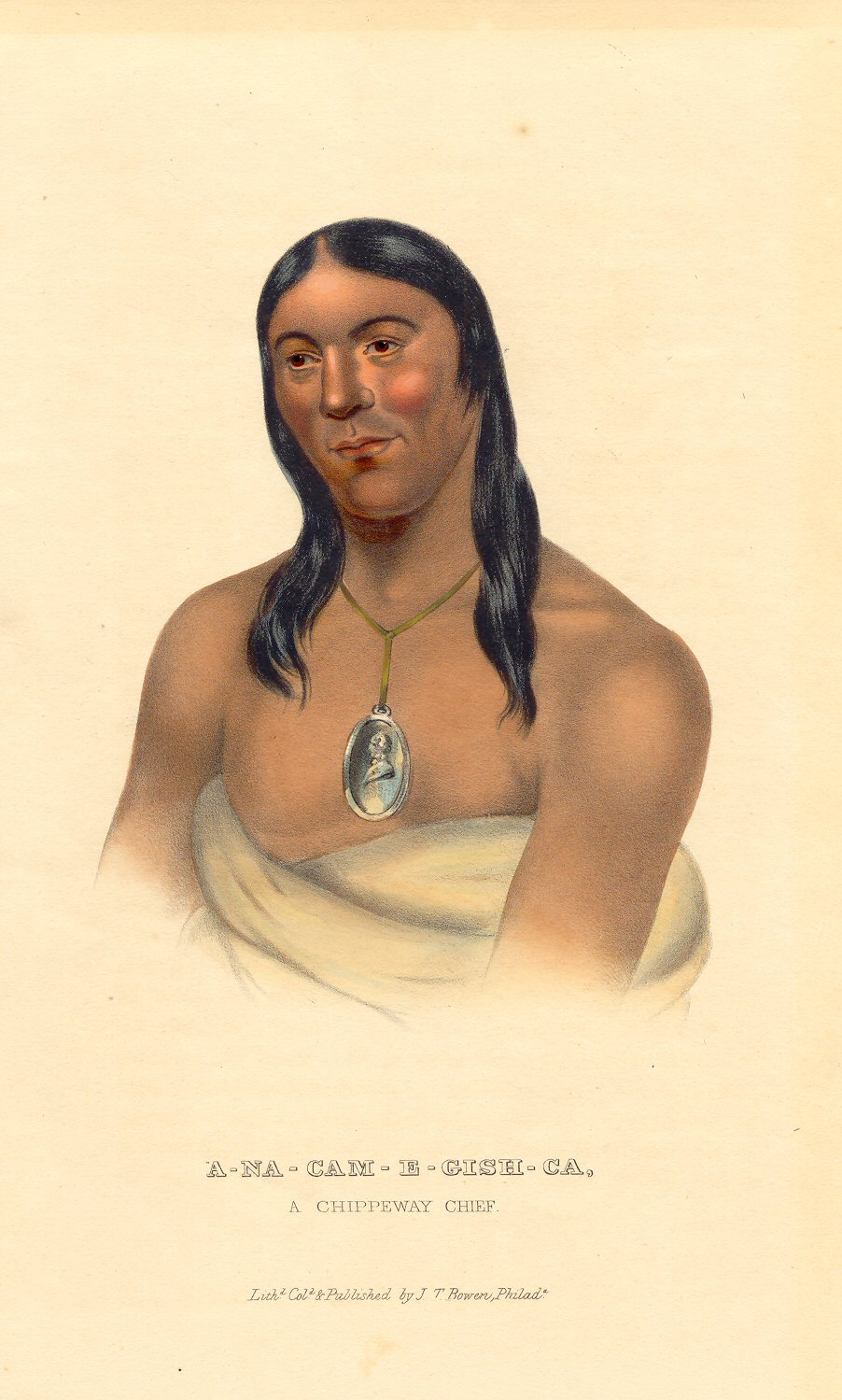
Портрет вождя оджибве
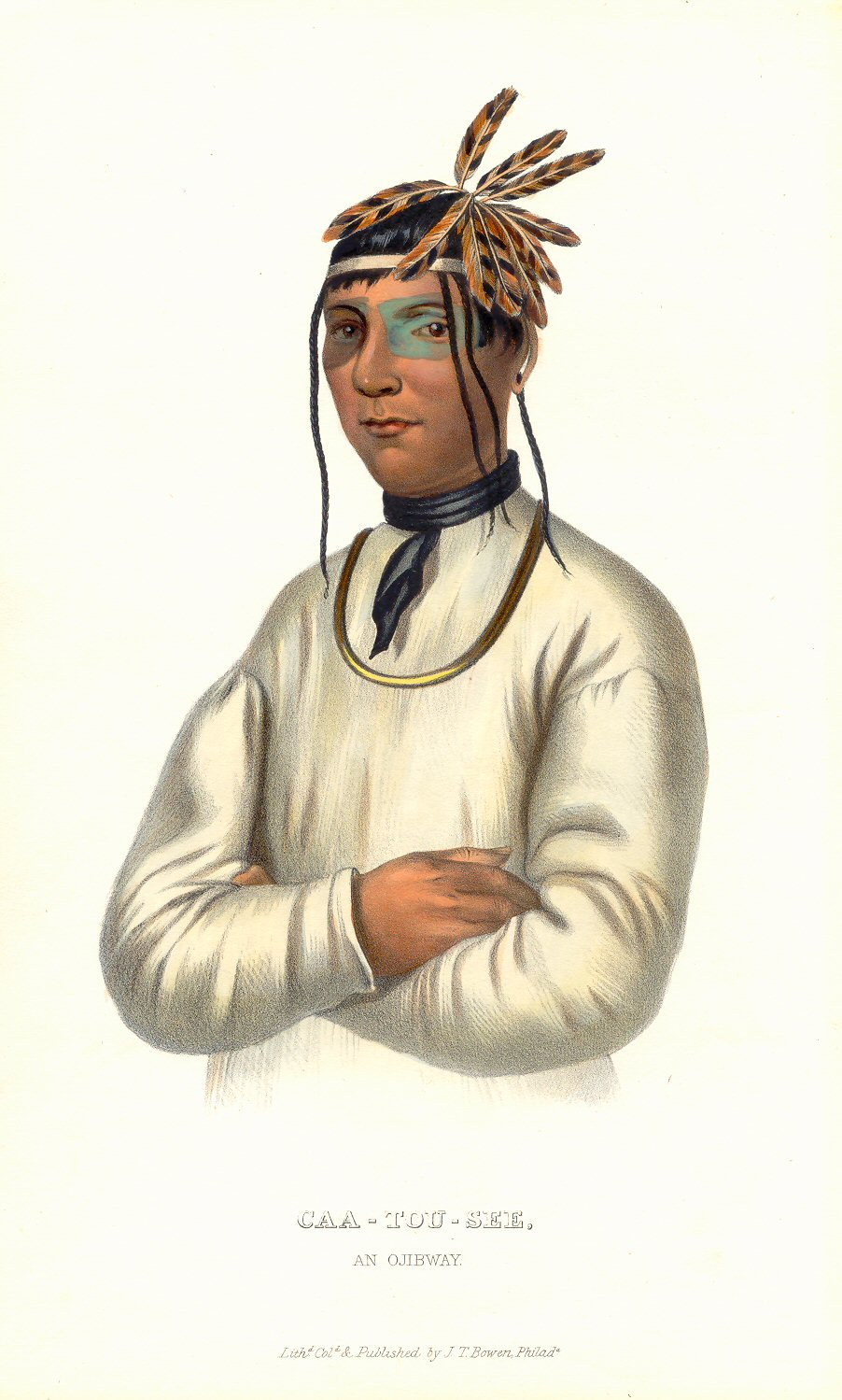
Caa-tou-see з племені оджибве
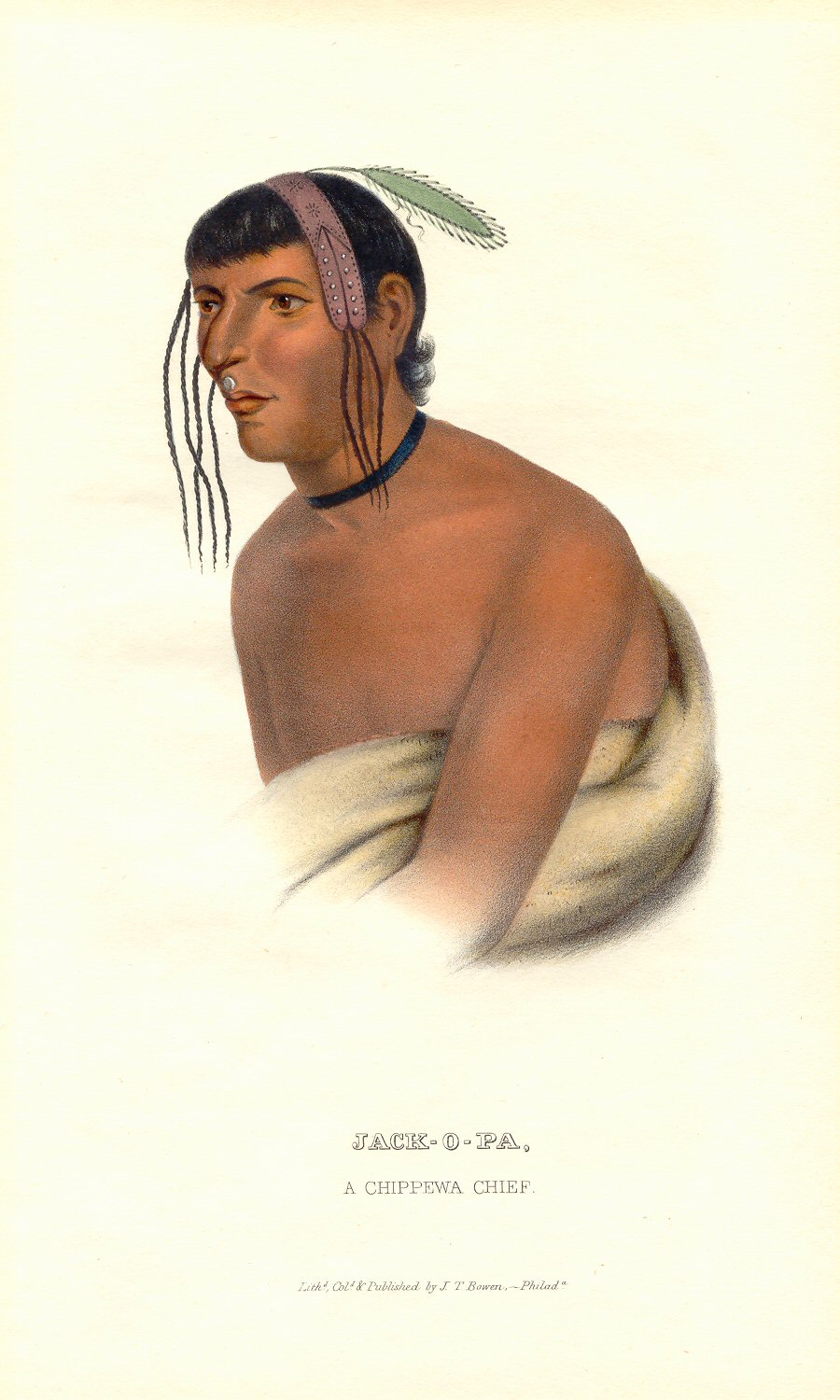
Портрет вождя оджибве
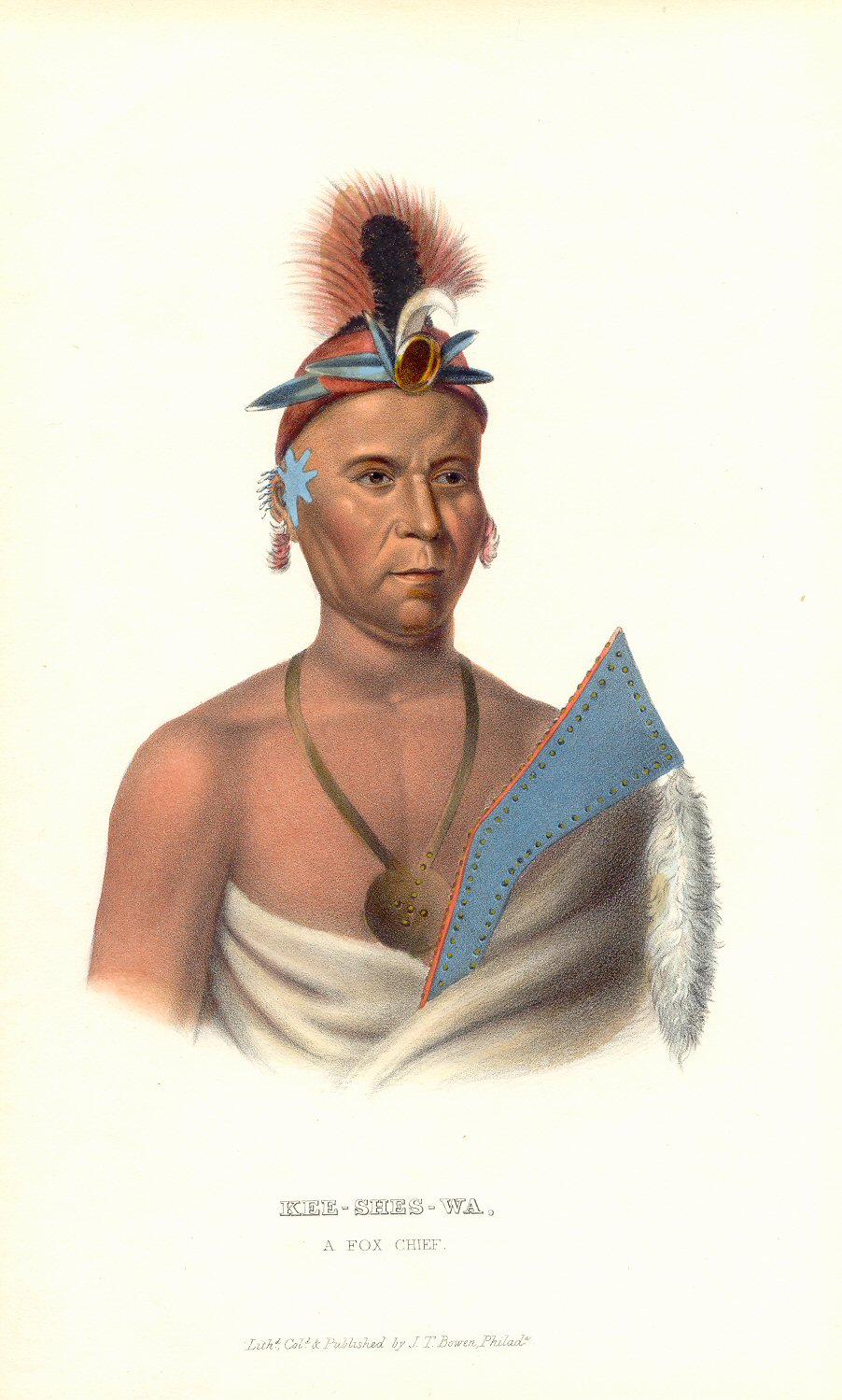
Портрет вождя племені фоксів
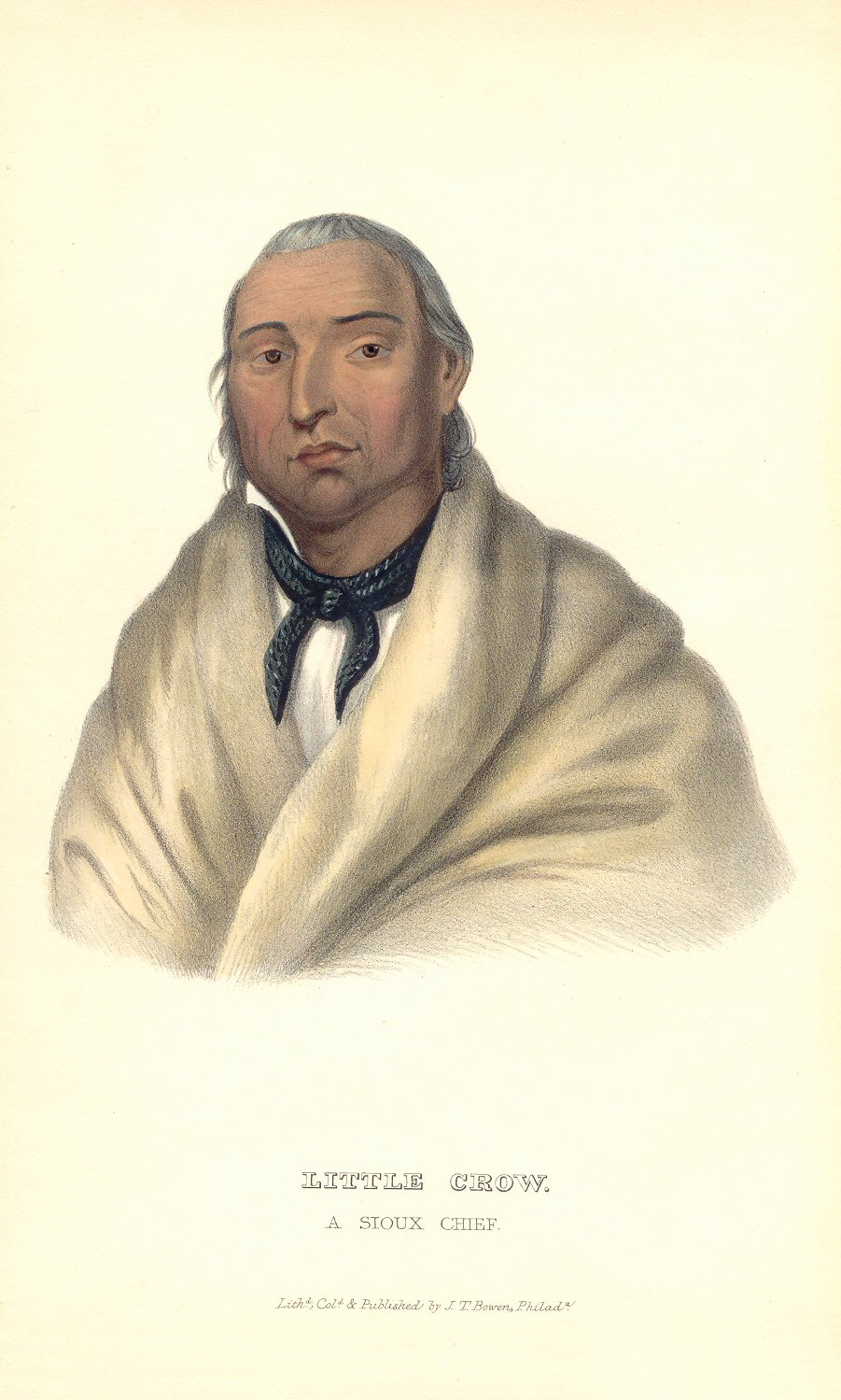
Портрет вождя племені сіу
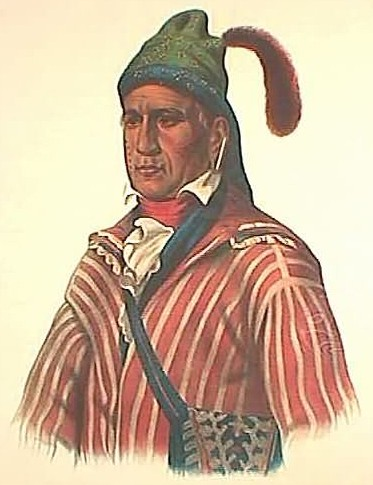
Портрет вождя племені маскоги
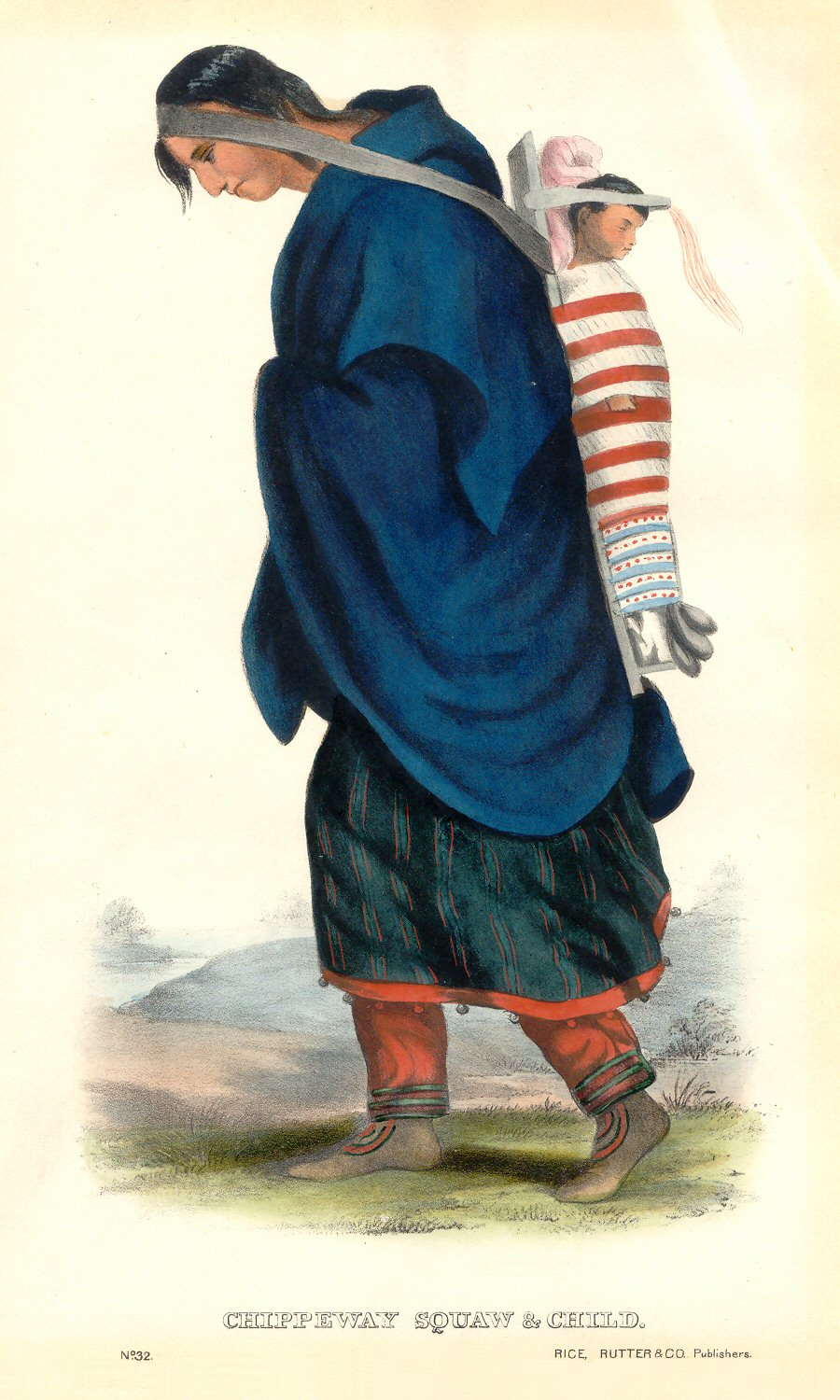
Портрет жінки та дитини із племені оджибве
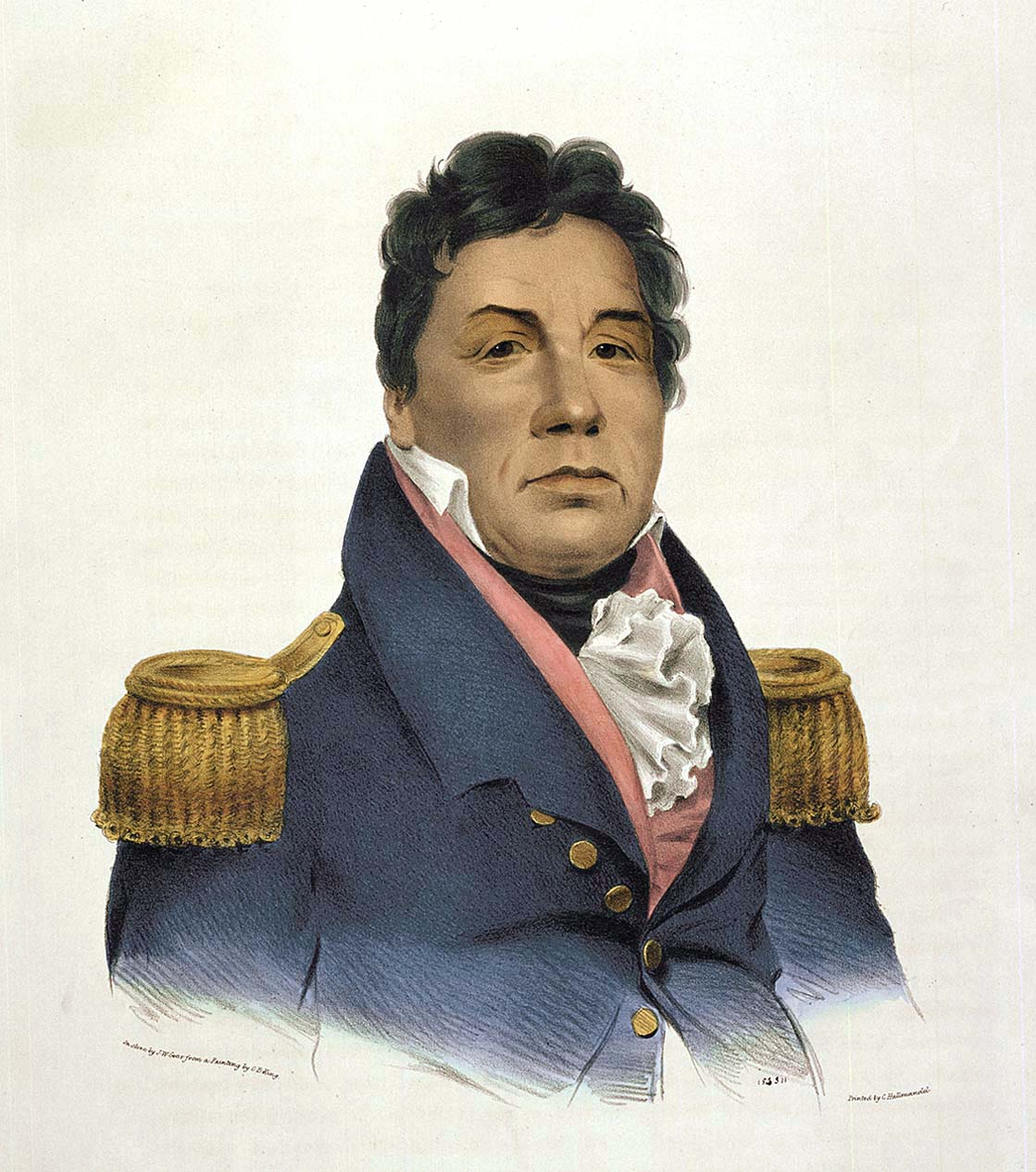
Портрет воєначальника племені чокто, 1824
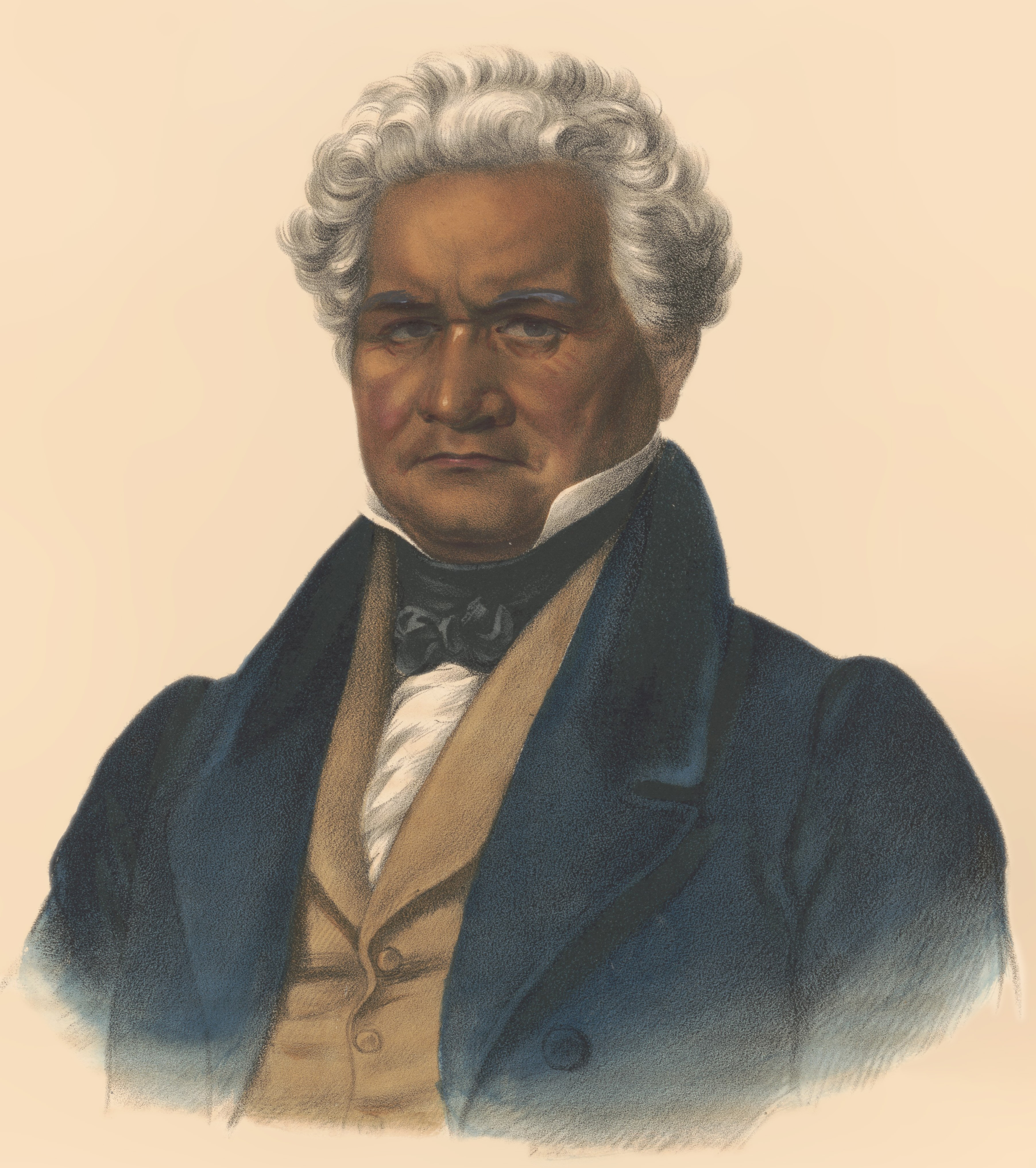
Портрет майора Ріджа, 1834
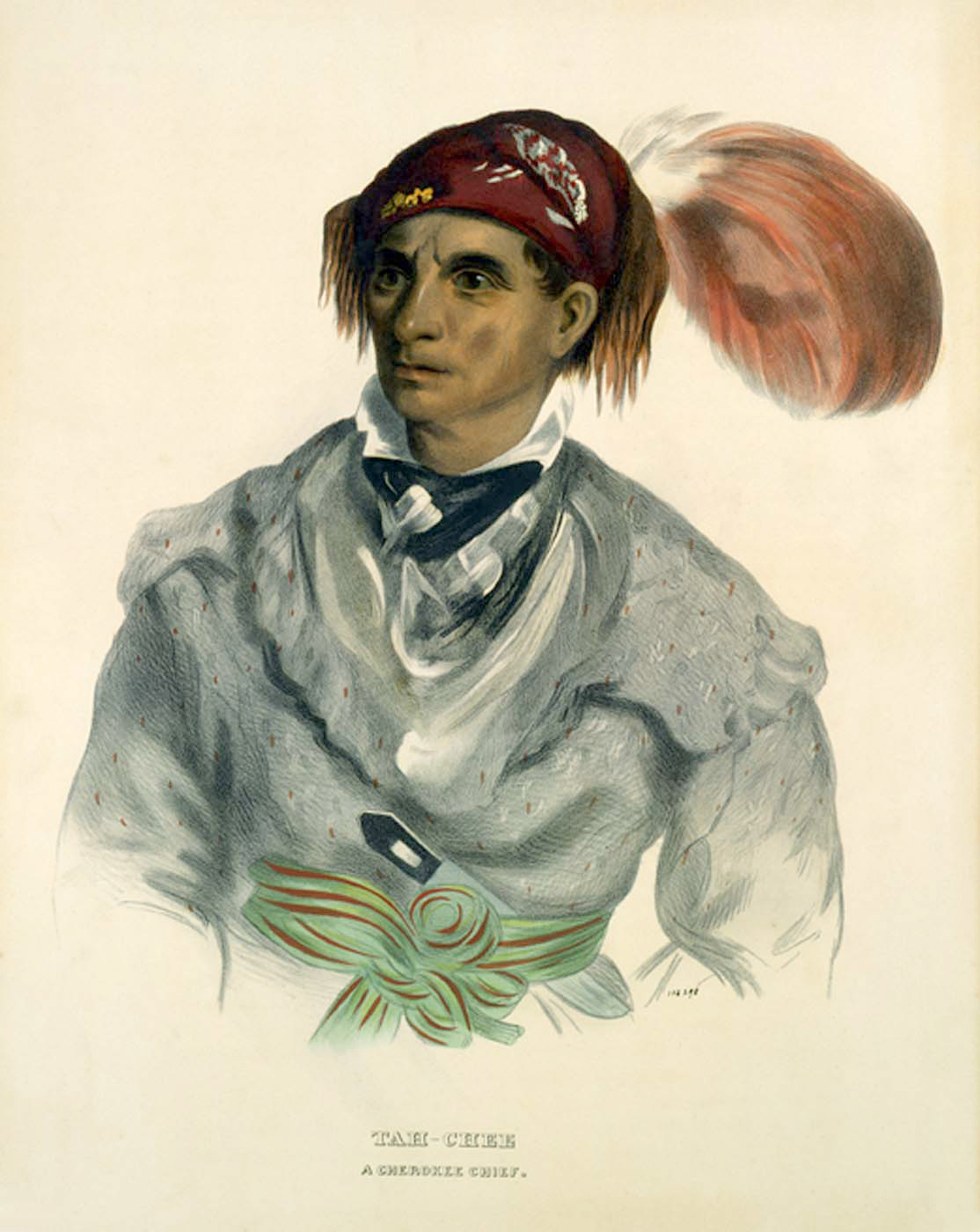
Портрет вождя племені черокі
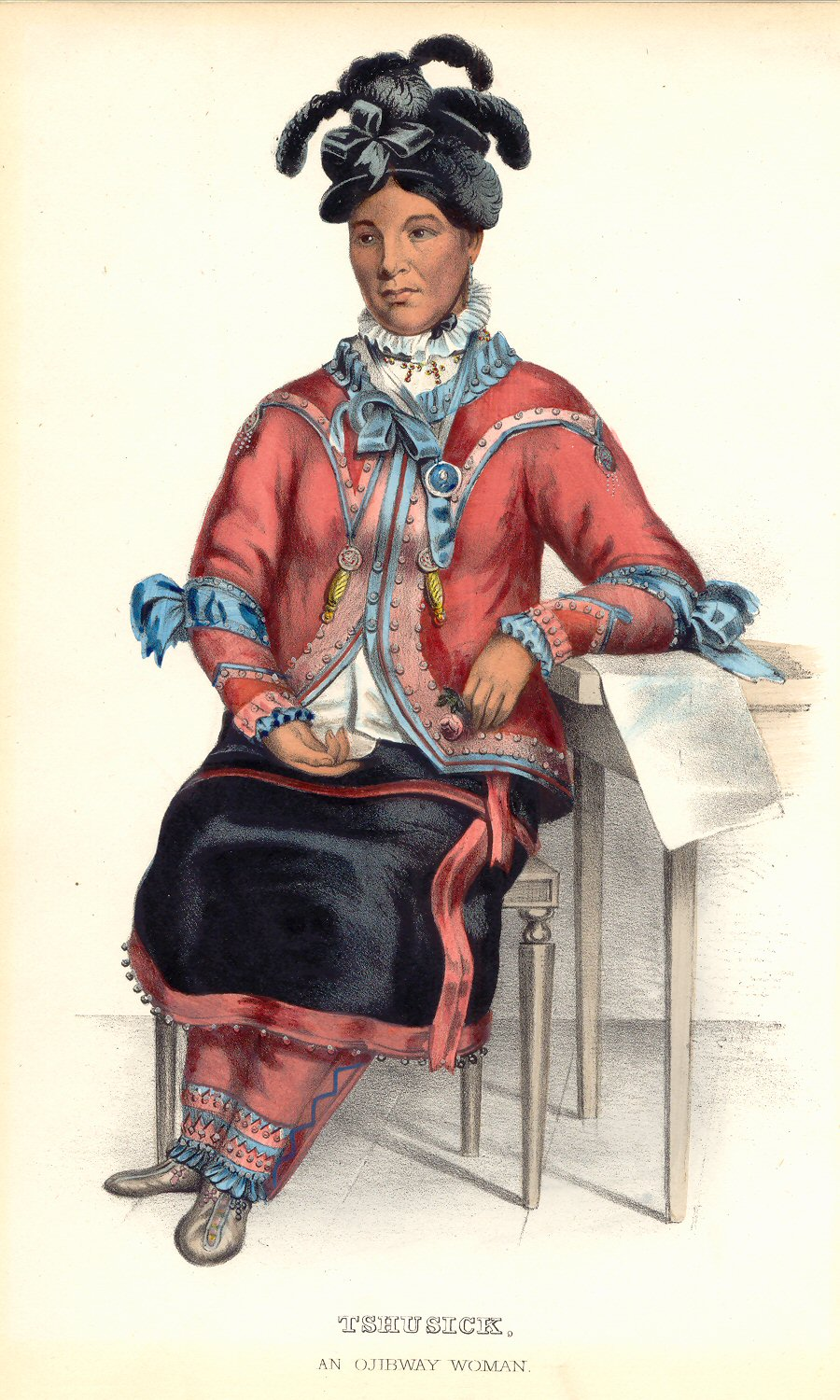
Портрет жінки із племені оджибве
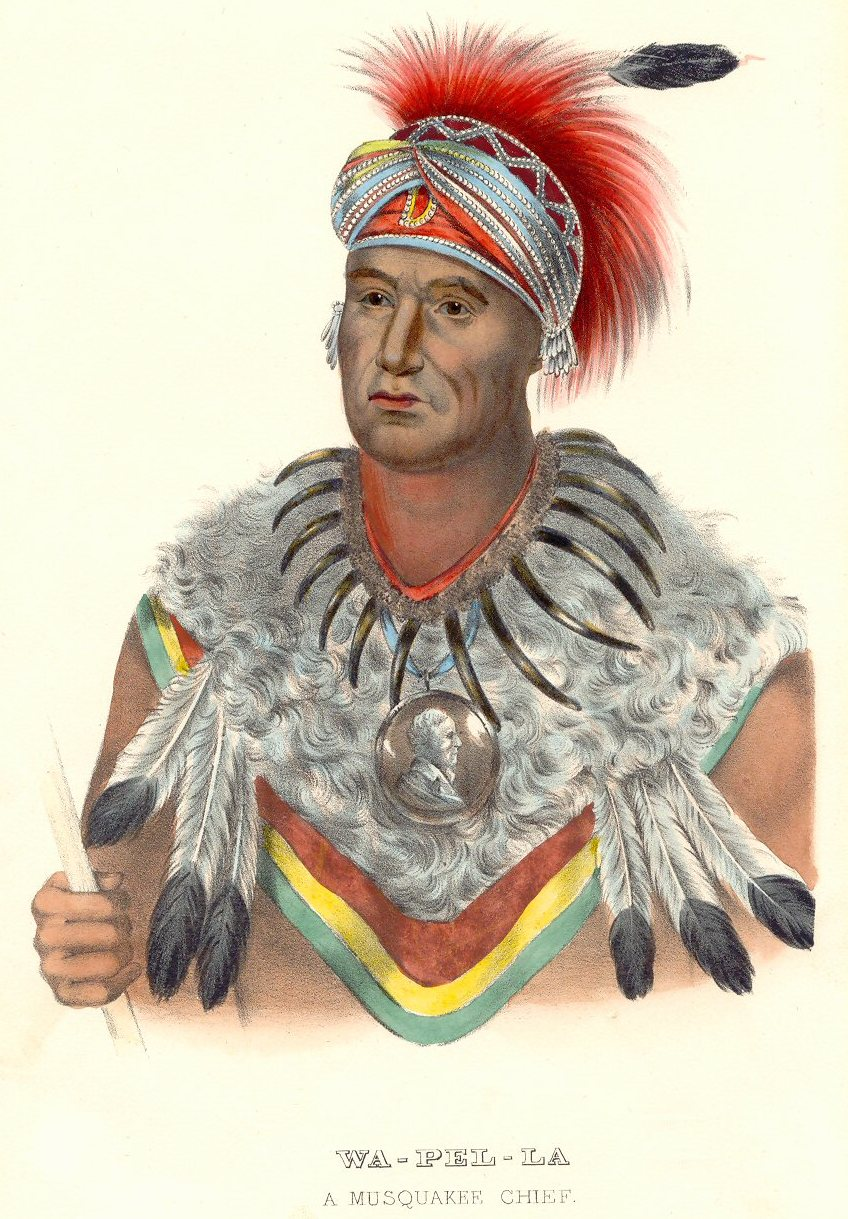
Портрет вождя Вапелло із племені месквокі
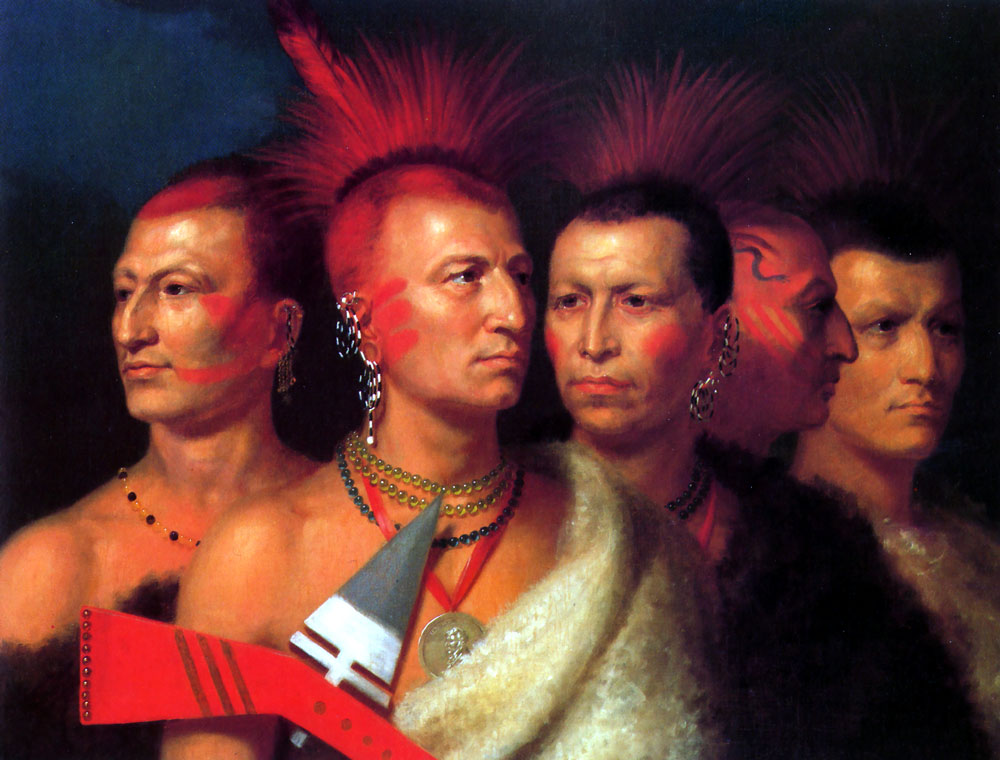
«Молодий Омаха, Бойовий Орел, Маленький Міссурі і Пауні», 1821, в даний час картина зберігається в Смітсонівському інституті.

### Натюрморти

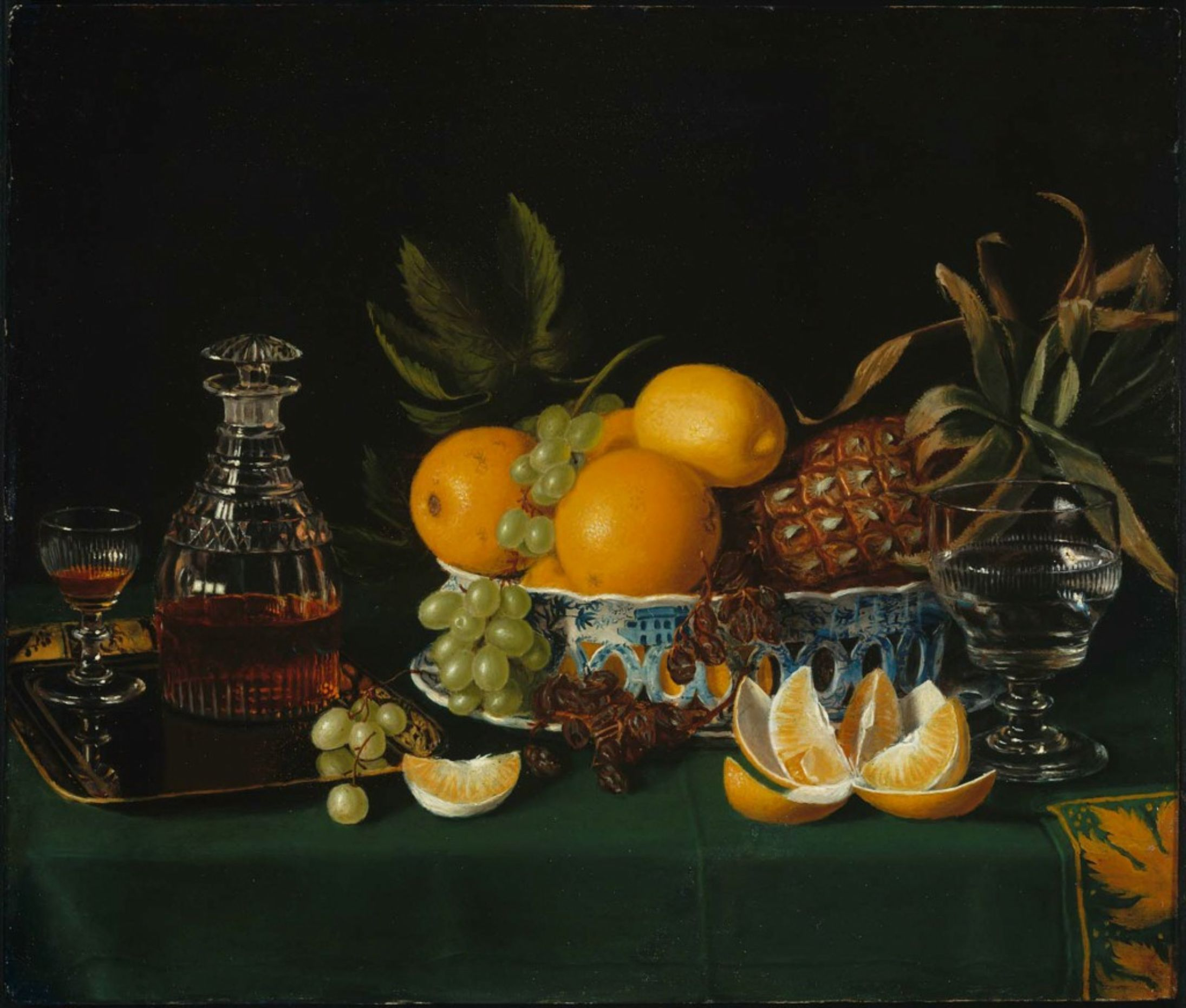
Натюрморт  на зеленій скатертині, близько 1815 р.
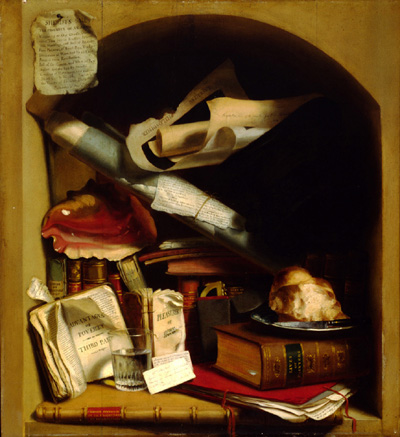
Сервант бідного художника, близько 1815 р.